# Ferruccio Varagnolo
Ferruccio Varagnolo (Padova, 1880 – Milano, 1916) è stato un liutaio italiano.
Lavorò per qualche tempo a Milano, dove fu allievo di Leandro Bisiach, quindi si portò a Parigi. Tornato in patria, terminò la sua breve esistenza in un ospedale psichiatrico.
Di lui restano poche opere (prevalentemente violini e viole) ma di buona fattura. Fu apprezzato anche come restauratore.
I suoi strumenti hanno all'interno della cassa l'etichetta con la dicitura "Varagnolo Ferruccio Padovano, alunno di Leandro Bisiach, fece in Milano l'anno 19....".